# Володковичі
Володко́вичі (інколи Володке́вичі) — шляхетські роди гербів Радван, Лебідь.

## Походження
Колишній боярський рід, що походив з Вітебського воєводства чи Рудомінського повіту. Ймовірно, походять від Каспера Володковича, шляхтича Віленського повіту, сини якого, Мартин та Григорій в 1567 році виставили до війська Великого князівства Литовського двох озброєних кінних воїнів з маєтку Гераньони Ошмянського повіту. Мартин Володкович згадується серед шляхти Мінського повіту.
Можливо, до цього роду належали також Сенько з Мстиславського (кін. XV — поч.XVI ст.), Григорій з Полоцького воєводств (1582 р.) та інші.

## Персоналії

### Володковичі гербуРадван
- Мартин (бл. 1500 — до 1592) — дяк господарський (1559), писар земський мінський (з 1565), суддя земський мінський (з 1577), городничий мінський; перша дружина — Людмила Єсман (Єсманівна), друга (не пізніше 1560) — княжна Раїна Друцька-Горська.
  - Мартин (бл. 1565 — бл. 1647) — підсудок, потім суддя земський мінський (з 27 серпня 1618); син попереднього від другого шлюбу; одружений з Доротою Дорогостайською, мав 4 синів і 3 дочок. 
    - Криштоф (бл. 1600 — червень 1670) — писар земський мінський (1633-1658), воєвода новогрудський (1658-1670) і війт мінський (1658-1670), син попередньога, чотири рази одружений, мав двох дочок.
- Казимир (бл. 1621 — 5 серпня 1662) — в 1637 вступив у Вільні в орден єзуїтів, місіонер у війську Великого князівства Литовського (1655-1659).
- Мартин Казимир (? — 1701) — підстароста і городничий мінський з 1660-их, писар земський мінський з 1689.
- Домінік Алоїзій — стольник мінський, дружина — Тереза Янішевська, донька мінського гродського писаря, мав 6 синів
  - Леон — стольник мінський, найстарший син попереднього, дружина — Констанція Цехановецька, старостянка опенська
  - Феліціян Пилип (1697 — 1778) — єпископ Української Греко-Католицької Церкви; з 18 липня 1762 року Митрополит Київський — предстоятель Української Греко-Католицької Церкви, 3-й син Домініка Алоїзія

- донька мінського стольника Тереза - мати Тадеуша Рейтана

## Галерея

Іконографія роду Володковичів
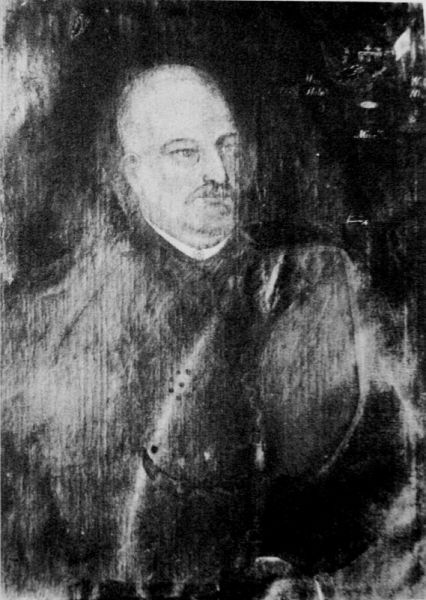
Мартин Володкович
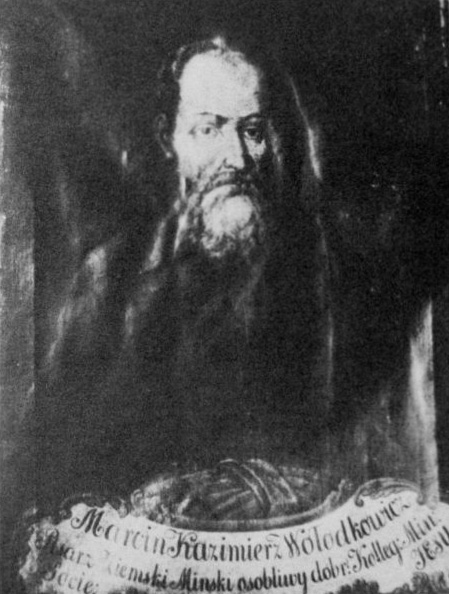
Мартин Казимир Володкович
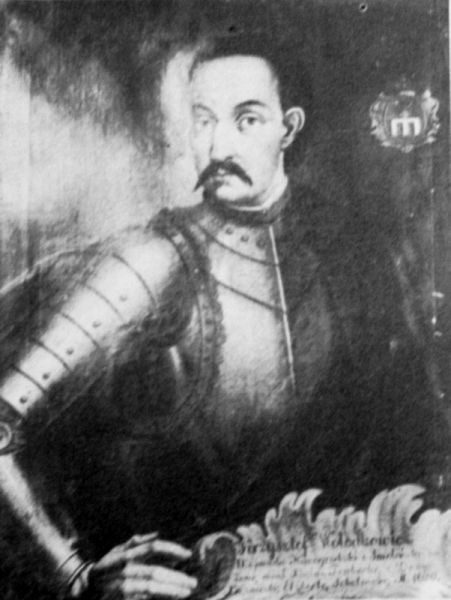
Криштоф Володкович
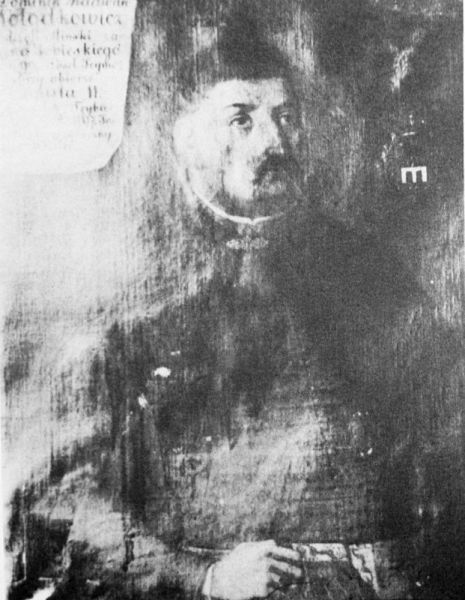
Домінік Володкович
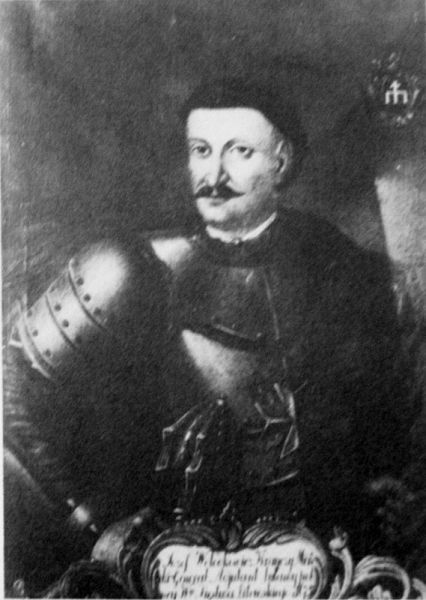
Юзеф Володкович
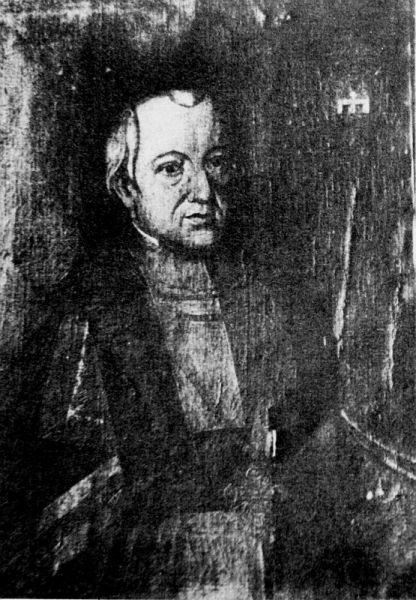
Феліціян Пилип Володкович
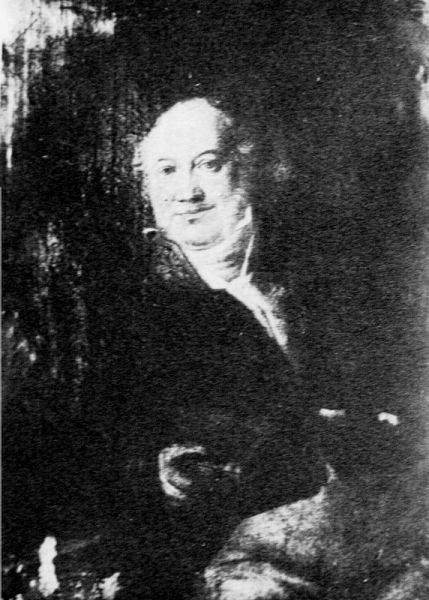
Каспер Володкович
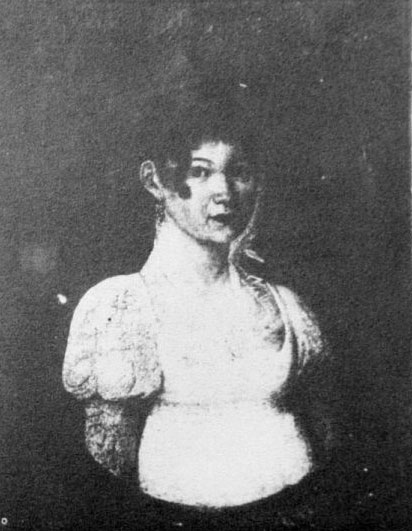
Тереза Володкович